# 渡辺幸男
渡辺幸男（わたなべ ゆきお、1948年 - ）は、日本の経済学者。慶應義塾大学経済学部教授。日本中小企業学会会長。専攻は中小企業論、工業経済論。

## 来歴
この節の出典は『渡辺幸男教授 略歴・著作目録』による。
1948年3月、神奈川県川崎市に生まれる。慶應義塾普通部、慶應義塾高等学校を経て、慶應義塾大学経済学部を卒業。慶應義塾大学大学院経済学研究科修士課程修了、博士課程単位取得退学。国内産業集積の構造変化、中国浙江省温州市を中心とした産業発展などの研究に取り組む。

## 著書
- 渡辺幸男, 小川正博, 黒瀬直宏, 向山雅夫『21世紀中小企業論 : 多様性と可能性を探る』有斐閣〈有斐閣アルマ〉、2001年。ISBN 4641121222。全国書誌番号:20162234。
- 中小企業の現状とこれからの経営―21世紀の中小企業経営 中央大学企業研究所研究叢書（共著：前田重朗ほか）1999年
- 渡辺幸男『大都市圏工業集積の実態 : 日本機械工業の社会的分業構造』慶應義塾大学出版会、1998年。ISBN 4766407253。全国書誌番号:99090227。